# William Clarke Wontner

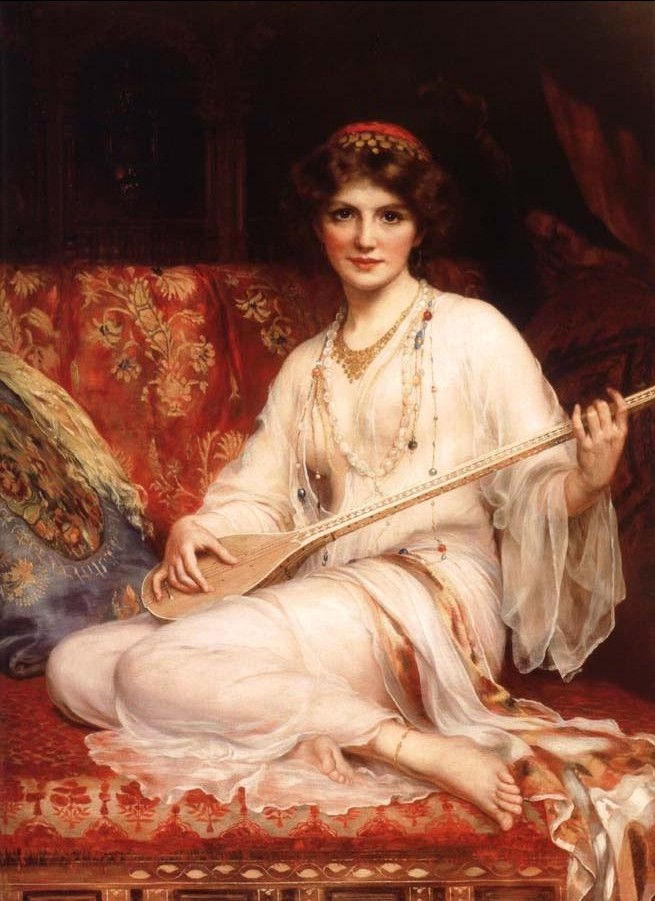
Wontners målning The Dancing Girl, utförd 1903.

William Clarke Wontner, född 17 januari 1857 i Surrey, död 23 september 1930, var en brittisk målare och tecknare. Han var vän med John William Godward.
William Clarke Wontner föddes i Stockwell i Surrey som son till arkitekten William Hoff Wontner (1814–1881). Han lärde känna den framtida målaren Godward när denne studerade arkitektur med hans far, och de två blev vänner för livet. I början av 1880-talet studerade han vid St. John's Wood Art School och Clapham School of Art, troligen tillsammans med Godward.
Wontner målade i nyklassicistisk stil, ofta med orientaliska motiv. Han ställde ut sina målningar vid Royal Academy från år 1879 och även vid Society of British Artists, Institute of Painters in Watercolours, och New Gallery.